# Tipula (Pterelachisus) aka
Tipula (Pterelachisus) aka is een tweevleugelige uit de familie langpootmuggen (Tipulidae). De soort komt voor in het Oriëntaals gebied.